# Challenger de Santiago 2013
El torneo Cachantún Cup 2013 es un torneo profesional de tenis. Pertenece al ATP Challenger Series 2013. Se disputará su 6.ª edición sobre polvo de ladrillo, en Santiago de Chile, Chile entre el 4 y el 10 de marzo de 2013. No tiene relación con el antiguo Challenger de Santiago, que se realizaba bajo el nombre de Copa Petrobras.

## Jugadores participantes del cuadro de individuales

### Cabezas de serie
| País                        | Jugador                | Rank1 | Favorito |
| Bandera de Argentina        | Martín Alund           | 91    | 1        |
| Bandera de los Países Bajos | Thiemo de Bakker       | 110   | 2        |
| Bandera de Brasil           | Rogério Dutra da Silva | 115   | 3        |
| Bandera de Argentina        | Federico Delbonis      | 118   | 4        |
| Bandera de Croacia          | Antonio Veic           | 129   | 5        |
| Bandera de Brasil           | João Souza             | 132   | 6        |
| Bandera de Chile            | Paul Capdeville        | 144   | 7        |
| Bandera de Argentina        | Diego Schwartzman      | 157   | 8        |
| --------------------------- | ---------------------- | ----- | -------- |

### Otros participantes
Los siguientes jugadores recibieron una invitación (wild card), por lo tanto ingresan directamente al cuadro principal:
- Christian Garín
- Gonzalo Lama
- Nicolás Massú
- Matías Sborowitz

Los siguientes jugadores ingresan al cuadro principal como exención especial:
- Renzo Olivo

Los siguientes jugadores ingresan al cuadro principal tras disputar el cuadro clasificatorio:
- Andrea Collarini
- Jozef Kovalík
- Pere Riba
- Juan Carlos Sáez

## Jugadores participantes en el cuadro de dobles

### Cabezas de serie
| País                 | Jugador           | País                 | Jugador            | Rank1 | Favorito |
| Bandera de Brasil    | Marcelo Demoliner | Bandera de Brasil    | João Souza         | 196   | 1        |
| Bandera de Australia | Jordan Kerr       | Bandera de Suecia    | Andreas Siljeström | 217   | 2        |
| Bandera de Argentina | Martín Alund      | Bandera de Argentina | Facundo Bagnis     | 268   | 3        |
| Bandera de Chile     | Paul Capdeville   | Bandera de Uruguay   | Marcel Felder      | 432   | 4        |
| -------------------- | ----------------- | -------------------- | ------------------ | ----- | -------- |

- 1 Se ha tomado en cuenta el ranking del día 25 de febrero de 2013.

### Otros participantes
Los siguientes jugadores recibieron una invitación (wild card), por lo tanto ingresan directamente al cuadro principal:
- Hans Podlipnik  /   Juan Carlos Sáez
- Jorge Aguilar  /   Nicolás Massú
- Christian Garín  /   Gonzalo Lama

## Campeones

### Individual Masculino
- Facundo Bagnis  derrotó en la final a  Thiemo de Bakker por 7-6(7-2), 7-6(7-3)

### Dobles Masculino
- Marcelo Demoliner /  João Souza derrotaron en la final a  Federico Delbonis /  Diego Junqueira por 7-5, 6-1

- Datos: Q8344643